# The Venetian Macao
The Venetian Macao Resort Hotel, kinesiska: 澳门威尼斯人度假村酒店, kallas endast för The Venetian Macao, kinesiska: 澳門威尼斯人, är både ett kasino och ett hotell som ligger i Cotai i Macao i Kina. Den ägs och drivs av det kinesiska kasinoföretaget Sands China, dotterbolag till det amerikanska Las Vegas Sands. Hotellet har omkring 2 905 hotellrum medan kasinot har en spelyta på 46 730 kvadratmeter (m2).

## Historik
Efter att kasinot The Venetian Las Vegas hade uppförts i maj 1999 i Las Vegas, Nevada i USA, började Las Vegas Sands och dess styrelseordförande Sheldon Adelson sondera efter nya marknader där man kunde uppföra nya kasinon på. Den 20 december samma år överlämnade Portugal sin koloni Macao till Kina. 2002 upphörde det fyra decennier-långa monopol, som den lokala kasinomagnaten Stanley Ho hade på den lokala kasinomarknaden, när den macaoiska regeringen luckrade upp den och lät utländska kasinoföretag att få etablera sig. Sands var snabba på att lämna in ansökan om att få spellicens i Macao. Sands fick tillåtelse och började uppföra kasinot Sands Macao i Sé på den ursprungliga macaoiska halvön året därpå. Adelson insåg att potentialen i Macao rörande hasardspel var stor och där han uppskattade att minst tre miljarder människor bodde uppemot fem och halv timme restid ifrån Macao, lika långt mellan städerna Las Vegas och New York, New York i USA. Adelson ville etablera ett större kasinocenter och en gata (Cotai Strip) liknande vad staden Las Vegas har i Las Vegas Strip men det fanns inget lämplig mark att tillgå. Macaos regering föreslog då att etablera kasinoverksamheten på en framtida polder mellan öarna Coloane och Taipa, som de själva hade redan på 1990-talet börjat anlägga i syfte att eventuellt uppföra en stad på 150 000 invånare på. Sands och Adelson gick med att bygga The Venetian på Cotai om regeringen gjorde klart poldern. Sands första Macao-baserade kasino Sands Macao invigdes den 18 maj 2004 medan The Venetian Macao uppfördes mellan den 22 juli 2004 och den 28 augusti 2007 till en kostnad på 2,4 miljarder amerikanska dollar.